# فرانکو برتینی
فرانکو برتینی (ایتالیایی: Franco Bertini؛ زادهٔ ۲۸ اوت ۱۹۳۸) بازیکن بسکتبال اهل ایتالیا بود.
از باشگاه‌هایی که در آن بازی کرده‌است می‌توان به باشگاه بسکتبال پالاسانسترو وارزه اشاره کرد.
وی در مسابقات کشوری و بین‌المللی در مجموع برندهٔ ۱ مدال طلا، ۱ مدال نقره شده‌است.